# Una jauría llamada Ernesto
Una jauría llamada Ernesto és un documental mexicà del 2023 dirigit per Everardo González enfocat en els joves que participen dins del crim organitzat. Es va estrenar en el festival canadenc de cinema documental Hot Docs, on va tenir la menció honorífica a Millor Documental Internacional, i al festival de cinema documental Ambulant. Es va estrenar en sales de cinema mexicanes el 9 de novembre del 2023, i va obtenir dues nominacions als Premis Ariel 2024 en les categories de Millor Documental i Música Original.
Dins de la seva estratègia de publicitat i campanya d'impacte, es va usar l'etiqueta #SomosJauría per a obrir la conversa sobre els joves amb armes, violència i com els afecta en qualsevol entorn, i va tenir projeccions especials a San Luis Potosí, Monterrey i Tepito.

## Argument
El documental presenta la vida d'un grup de nois anònims que, a causa de triar una pistola i lavida del crim organitzat, es converteixen en victimaris d’un sistema del que alhora són víctimes.Ofereix una visió completa sobre els factors que porten a aquesta via i les seves conseqüències, així com el treball de recerca d’Óscar Balderas, Daniela Rea i Everardo González.

## remis i reconeixements
| Any  | Festival                                       | Premi                             | Nominació                         | Resultat  |
| ---- | ---------------------------------------------- | --------------------------------- | --------------------------------- | --------- |
| 2024 | Premis Ariel                                   | Millor Llargmetratge Documental   | Una jauría llamada Ernesto        | Nominat   |
| 2024 | Premis Ariel                                   | Millor Música composta pel cinema | Haxah, Andrés Sánchez, Konk Reyes | Nominat   |
| 2023 | Festival Internacional de Cinema a Guadalajara | Millor Pel·lícula Mexicana        | Una jauría llamada Ernesto        | Nominat   |
| 2023 | Festival Internacional de Cinema a Guadalajara | Premi especial del jurat          | Everardo González                 | Guanyador |
| 2023 | Festival Internacional de Cinema de Bergen     | Documental extraordinari          | Everardo González                 | Nominat   |
| 2023 | Hot Docs                                       | Millor documental internacional   | Una jauría llamada Ernesto        | Nominat   |
| 2023 | Festival Internacional de Cinema de Morelia    | Mejor documental mexicano         | Una jauría llamada Ernesto        | Nominat   |